# Cernet 2
Cernet 2 es la nueva codificación para la integración de un protocolo de Internet basado en el IPv6 que es utilizado por la República Popular China y otras naciones. Tiene por premisa aumentar la capacidad hasta ahora limitada del IPv4 (utilizado por la mayoría de las empresas y países occidentales) que permite sólo unos 4294 millones de direcciones IP diferentes.
Otra versión mejorada y también bajo el control de los Estados Unidos y su Departamento de Defensa, es la IPv6 que eleva el número de registros a 340 sixtillones de direcciones.
Cernet 2 pretende superar la versión mejorada occidental. La misma está pensada en función del uso en países de alta densidad demográfica, como es el caso de la misma China e India. Japón también está procurando una versión de protocolo más amplia e independiente de Estados Unidos. El proyecto está dirigido por Wu Jianping, director del comité de expertos de CERNET.